# Präsidentschaftswahl in den Vereinigten Staaten 1952
Die 42. Wahl des Präsidenten der Vereinigten Staaten fand am 4. November 1952 statt. Um die Nachfolge von Präsident Harry S. Truman bewarben sich der Republikaner Dwight D. Eisenhower und der Demokrat Adlai Stevenson. Eisenhowers deutlicher Sieg beendete eine zwanzig Jahre andauernde Periode, in der die Demokraten den Präsidenten stellten.

## Kandidaten

### Demokraten
Demokratische Kandidaten:

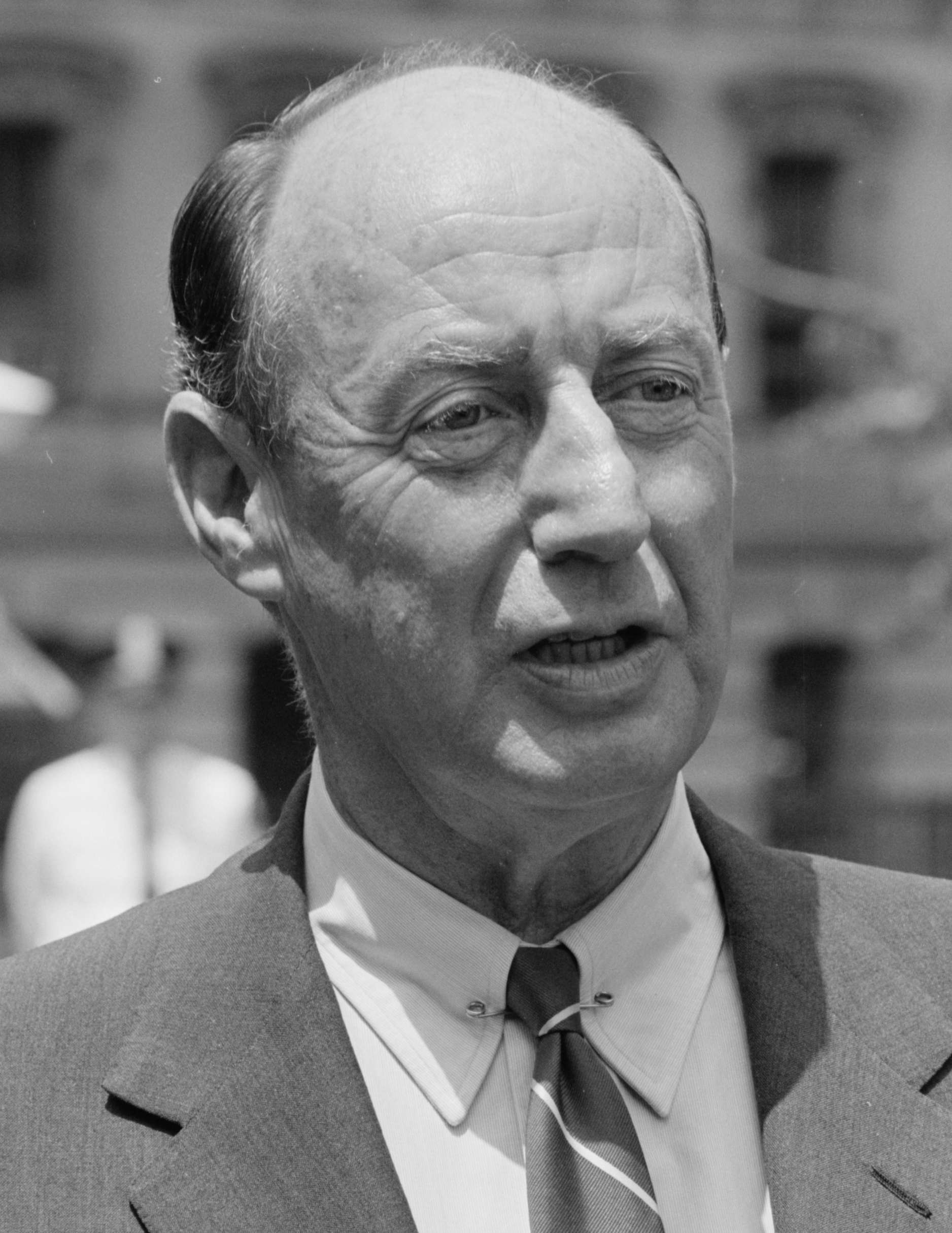
Gouverneur von Illinois Adlai E. Stevenson
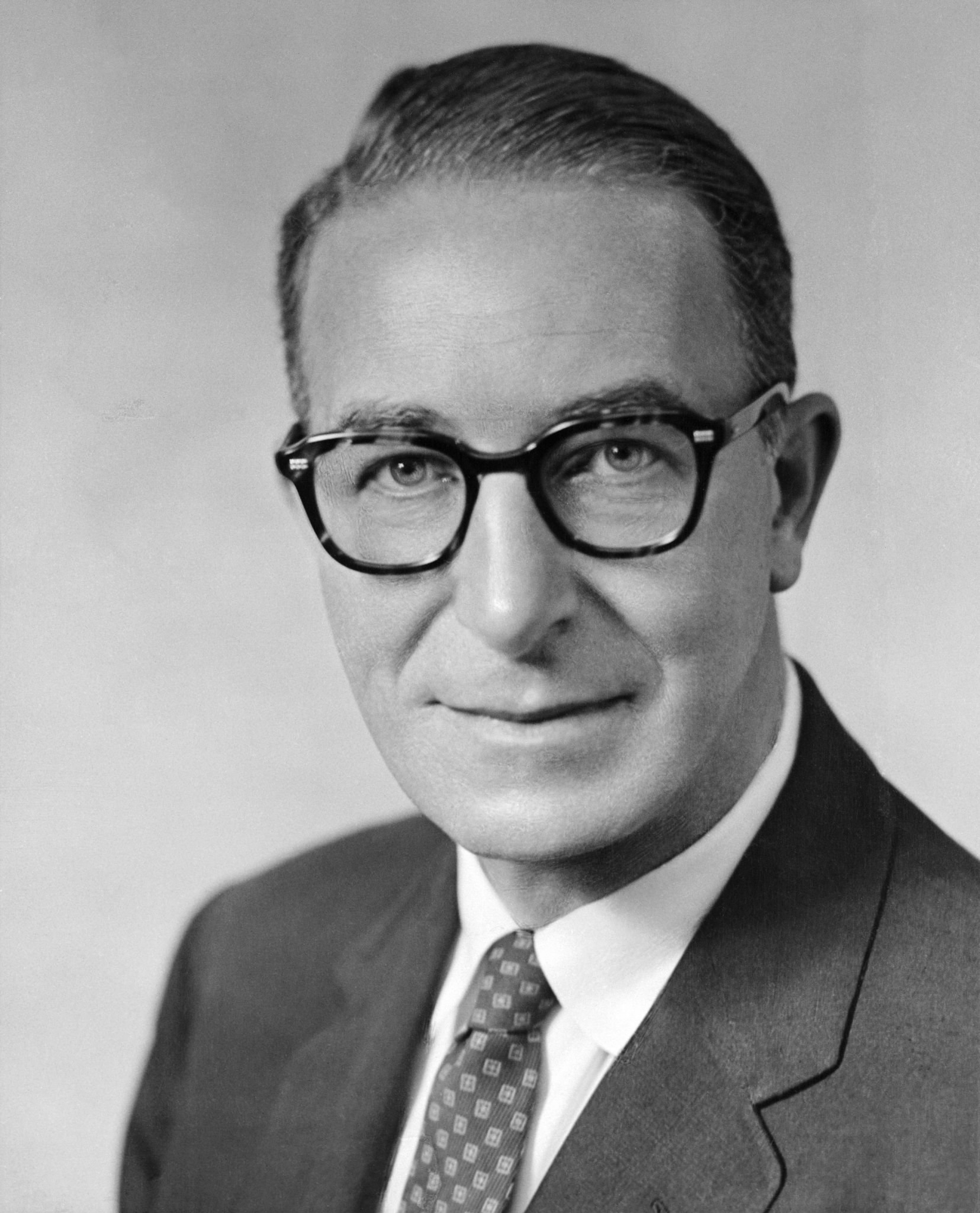
Senator Estes Kefauver
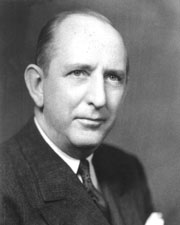
Senator Richard B. Russell
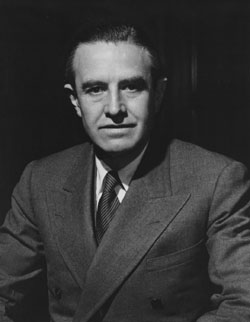
Ex-Wirtschaftsminister W. Averell Harriman
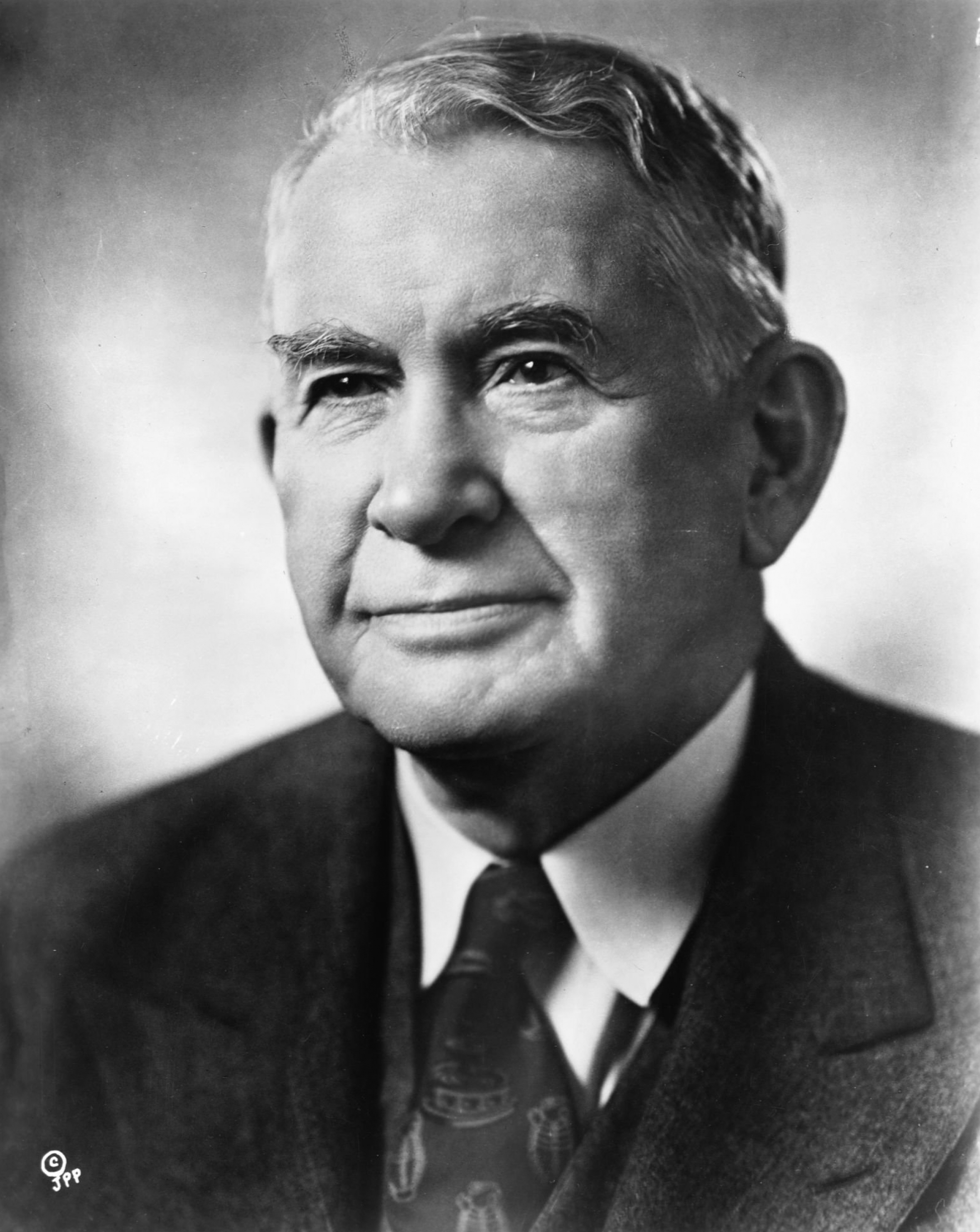
Vizepräsident Alben W. Barkley
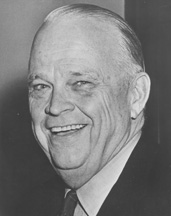
Senator Robert S. Kerr
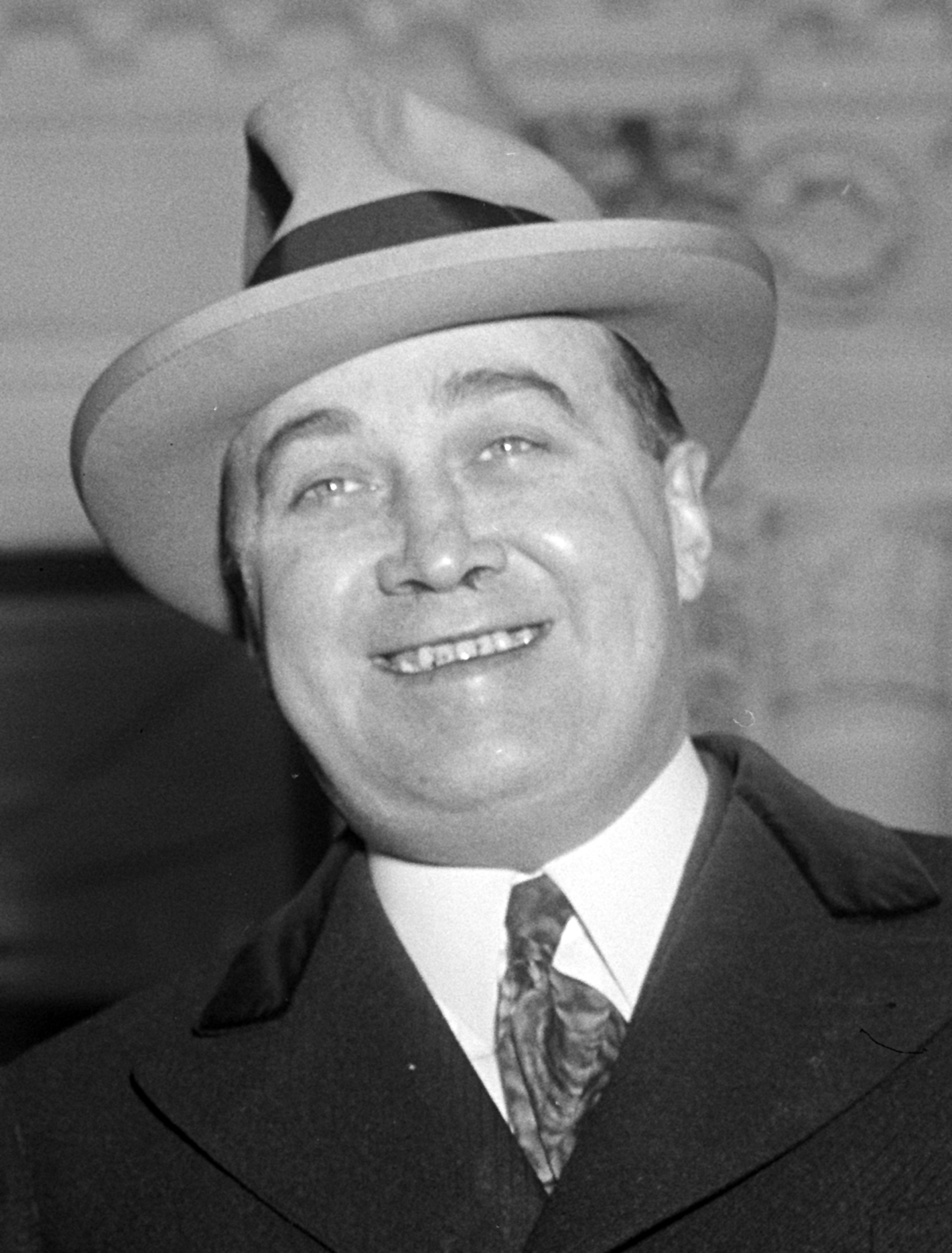
Gouverneur von Massachusetts Paul A. Dever
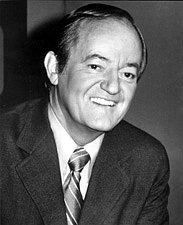
Senator Hubert Humphrey
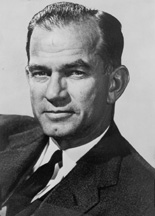
Senator J. William Fulbright
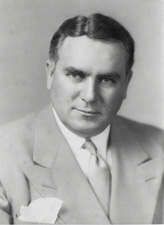
Senator Brien McMahon of Connecticut
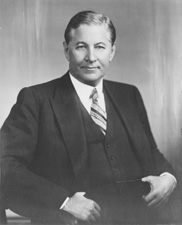
Senator James E. Murray

Bei den Demokraten hätte Präsident Harry S. Truman zwar ein weiteres Mal kandidieren können, da die 1951 in Kraft getretene Amtszeitbegrenzung für ihn noch nicht galt. Truman hatte 1945 nach dem Tod seines Vorgängers Franklin D. Roosevelt das Präsidentenamt übernommen und war 1948 durch die Wähler im Amt bestätigt worden. Dementsprechend war Truman zu Beginn des Jahres der erwartete Kandidat der Demokraten. Aufgrund schlechter Umfragewerte verlor er die erste innerparteiliche Vorwahl in New Hampshire und verkündete am 29. März 1952 seinen Verzicht auf eine weitere Amtszeit. Truman schrieb in seinen Memoiren später, er habe sich bereits drei Jahre zuvor entschlossen, das Weiße Haus im Januar 1953 zu verlassen.
Der Sieger von New Hampshire, Senator Estes Kefauver aus Tennessee, der in der Folge noch weitere Vorwahlen für sich entscheiden konnte, galt allerdings bei vielen einflussreichen Demokraten als unberechenbarer Einzelgänger, weshalb sie zögerten, sich hinter ihn zu stellen. Jedoch hatten auch andere mögliche Kandidaten entscheidende Schwächen: Der von Truman favorisierte ehemalige Handelsminister Averell Harriman besaß keine innenpolitische Erfahrung, Senator Richard B. Russell aus Georgia, der Kefauver in Florida schlug, galt im Norden als Rassist und Vizepräsident Alben W. Barkley erschien mit 74 Jahren vielen als zu alt. Allgemein akzeptabel war hingegen Adlai Stevenson, der Gouverneur von Illinois, der jedoch erst zu einer Kandidatur überredet werden musste. Beim Nominierungsparteitag in Chicago lag zunächst Kefauver vorne, doch im dritten Wahlgang setzte sich Stevenson durch. Als Vizepräsidentschaftskandidat wurde John Sparkman nominiert, der den konservativen Südstaaten-Flügel der Partei repräsentierte.

### Republikaner
Republikanische Kandidaten:

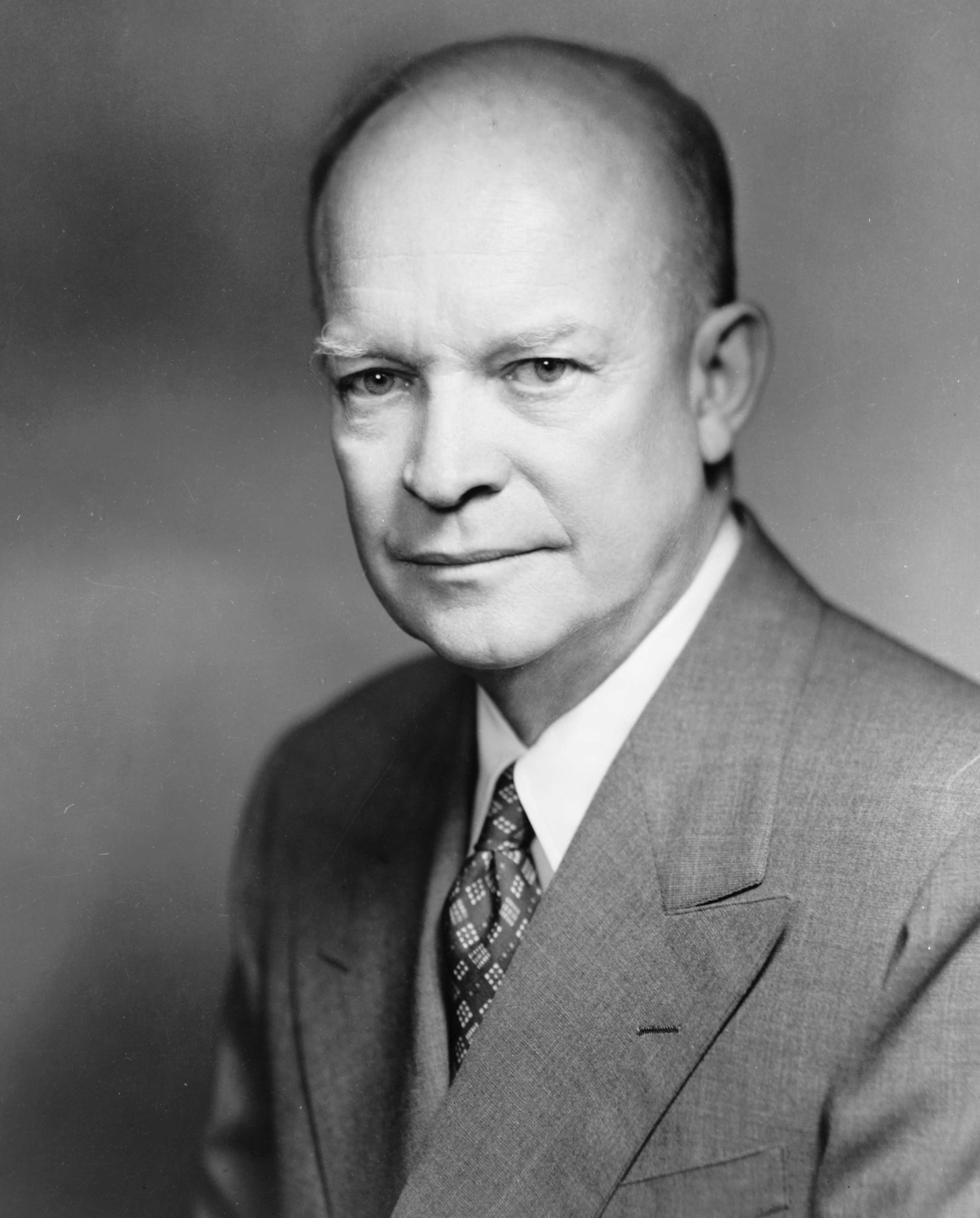
General und Präsident der Columbia University Dwight D. Eisenhower
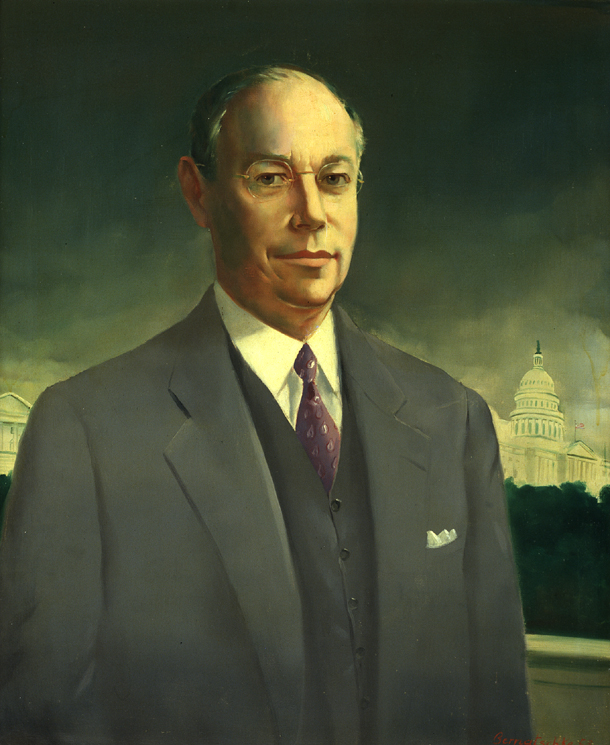
Senator Robert A. Taft
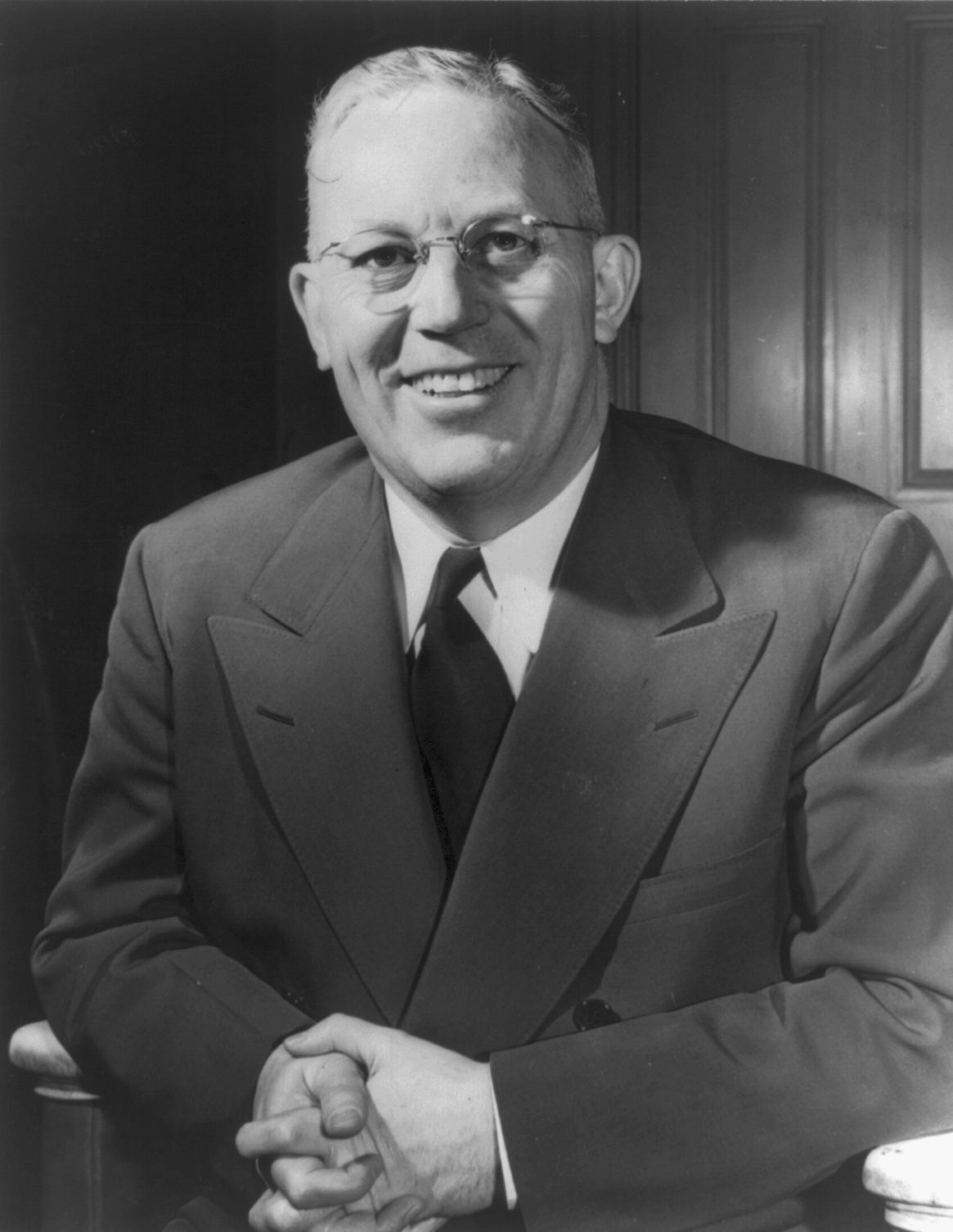
Gouverneur von Kalifornien Earl Warren

Dwight D. Eisenhower, der ehemalige General des Zweiten Weltkrieges, war der Vertreter des finanzstarken, wirtschaftsorientierten und interventionistischen Ostküstenflügels der Republikaner. Er ging zusammen mit Senator Richard Nixon aus Kalifornien als Running Mate ins Rennen. Der innenpolitisch unerfahrene Eisenhower setzte sich erst auf der Republican National Convention in Chicago gegen Senator Robert A. Taft aus Ohio durch, der den eher kleingewerblichen-ländlichen und konservativ-isolationistischen Flügel der Republikaner vertrat, dessen Basis im mittleren Westen lag. Die Vorwahlen hatten keine Vorentscheidung gebracht, da die Kandidaten einander großteils aus dem Weg gegangen waren. Der kalifornische Gouverneur Earl Warren hoffte wie schon 1948 vergeblich auf seine Chance als Kompromisskandidat.

## Wahlkampf
Während die Demokraten in ihrem eher defensiv angelegten Wahlkampf vor einer Revision der unter dem Begriff New Deal bekannt gewordenen Wirtschafts- und Sozialreformen Roosevelts durch einen republikanischen Präsidenten warnten und eine Aushöhlung individueller Freiheitsrechte im Zuge einer weit verbreiteten und vor allem vom republikanischen Senator Joseph McCarthy geschürten Kommunisten-Angst befürchteten, stand die offensive republikanische Kampagne unter dem Motto „Korea, Kommunismus und Korruption“.
Die Republikaner kritisierten die perspektivlose Fortführung des längst zum opferreichen Stellungskrieg erstarrten Konfliktes in Korea, die angebliche Unterwanderung Amerikas durch kommunistische Agenten und Sympathisanten und eine ihrer Meinung nach weit verbreitete Korruption im Umfeld der demokratischen Administration.
Gerade letzterer Vorwurf schien allerdings auf die Republikaner selbst zurückzufallen, als bekannt wurde, dass ein Großteil der politischen Aktivitäten Nixons durch geheime Fonds finanzstarker republikanischer Geschäftsleute finanziert wurde. Zwar waren derartige Fonds nicht illegal, es stellte sich jedoch die Frage, welche Gegenleistungen sich die Geldgeber für ihre Zuwendungen erwarteten. Als die Kritik an Nixon immer stärker wurde und auch Eisenhower schon auf Distanz zu seinem Vizepräsidentschaftskandidaten zu gehen schien, nahm dieser in einer TV-Erklärung dazu Stellung. Darin betonte er seinen bescheidenen Lebensstil, versicherte, stets im Rahmen des Gesetzes geblieben zu sein, und erklärte, nur einmal ein Geschenk angenommen zu haben, über dessen Rechtmäßigkeit er sich nicht ganz im Klaren sei – nämlich einen Hund namens „Checkers“ für seine Kinder, den er auch unter keinen Umständen zurückgeben werde. Obwohl für Nixons Kritiker durch diese sogenannte „Checkers-Rede“ viele Fragen offenblieben, war sie doch ein so großer Erfolg bei den Anhängern der Republikaner, dass Eisenhower an seinem Vizepräsidentschaftskandidaten festhielt.
Als der Ex-General in der Endphase des Wahlkampfes versprach, im Falle seines Sieges notfalls selbst nach Korea zu gehen und dort für ein Ende des Krieges zu sorgen, gab dies seiner Kampagne nochmals zusätzlichen Schwung.

## Ergebnis
Am Wahltag, dem 4. November 1952, siegte Eisenhower mit deutlichem Vorsprung. Rund 55,2 Prozent der Wähler sprachen sich für ihn aus, für Stevenson votierten 44,3 Prozent der US-Wähler. Im entscheidenden Electoral College war Eisenhowers Vorsprung mit 442 gegen 89 noch deutlicher. Der Demokrat konnte nur in einer Reihe von Südstaaten eine Stimmenmehrheit erzielen sowie in Kentucky und West Virginia (Eisenhower gewann dafür Texas und Florida). Der Rest des Landes stimmte geschlossen für den republikanischen Kandidaten. Eisenhowers Sieg war die erste gewonnene Präsidentschaftswahl für die Republikaner seit dem Jahr 1928. Sein Amtsantritt am 20. Januar 1953 beendete also eine zwei Jahrzehnte andauernde Herrschaft der Demokraten im Weißen Haus. Auch bei den parallel stattfindenden Kongresswahlen waren die Republikaner erfolgreich: Es gelang ihnen, die Mehrheit in beiden Kammern der Legislative zu erringen.
Bemerkenswert war die Wahl auch insofern, als hier am Wahlabend erstmals ein Großrechner zur Ermittlung einer Prognose des Wahlausgangs eingesetzt wurde. Der Universal Automatic Calculator (UNIVAC) gab nach Auszählung von 7 % der Stimmen frühzeitig eine weitgehend korrekte Prognose ab. Diese wich jedoch so weit vom erwarteten Wahlausgang ab, dass sie von den Moderatoren der Fernsehsendung nicht an das Publikum weitergegeben wurde, weil man annahm, dass sich der Computer verrechnet hatte. Nach der Wahl räumte der Fernsehsender CBS öffentlich ein, dass der UNIVAC schon frühzeitig richtig gelegen hatte. Dadurch wurde dieser mit einem Schlag einer breiten Öffentlichkeit bekannt.
| Kandidat             | Partei | Partei            | Stimmen    | Stimmen | Wahlmänner |
| Kandidat             | Partei | Partei            | Anzahl     | Prozent | Wahlmänner |
| -------------------- | ------ | ----------------- | ---------- | ------- | ---------- |
| Dwight D. Eisenhower |        | Republikaner      | 34.075.529 | 55,13 % | 442        |
| Adlai Stevenson      |        | Demokrat          | 27.375.090 | 44,38 % | 89         |
| Vincent Hallinan     |        | Progressive Party | 140.746    | 0,23 %  | —          |
| Stuart Hamblen       |        | Prohibition Party | 73.412     | 0,12 %  | —          |
| Gesamt               | Gesamt | Gesamt            | 61.664.777 | 100 %   | 531        |

266 Stimmen waren für die Wahl zum Präsidenten notwendig.
Die Republikaner feierten schließlich einen erdrutschartigen Sieg und konnten somit erstmals seit 20 Jahren wieder in das Weiße Haus einziehen.
Zudem wird die Wahl als Beginn der Verankerung der Republikaner in den Südstaaten gesehen. So gelang es Eisenhower, Florida, Texas und Virginia zu gewinnen, was die Republikaner zuvor erst einmal seit der Reconstruction erreichten.